# 長野県須坂園芸高等学校
長野県須坂園芸高等学校（ながのけんすざかえんげいこうとうがっこう）とは、長野県須坂市にかつてあった公立（県立）高等学校。
略称は、「須園」または「園芸」。文化祭は「園芸祭」と称し、その名称は校名に由来する。

## 沿革
- 1912年（明治45年）4月11日 - 上高井郡立乙種農学校として開校。
- 1920年（大正09年）5月22日 - 上高井農学校に改称。
- 1923年（大正12年）4月1日 - 設置者を長野県上高井郡町村学校組合（組合立）に変更。
- 1927年（昭和2年）3月26日 - 長野県上高井蚕業学校に改称。
- 1940年（昭和15年）4月1日 - 長野県上高井農学校に改称。
- 1942年（昭和17年）4月1日 - 県立に移管。
- 1948年（昭和23年）2月8日 - 第1回全国全国中等学校駅伝大会出場。
- 1948年（昭和23年）4月1日 - 学制改革により、長野県須坂農業高等学校となる。
- 1948年（昭和23年）5月25日 - 仁礼分校、小布施分校開校。
- 1948年（昭和23年）9月28日 - 高井分校開校。
- 1950年（昭和25年）4月1日 - 全日制の男女共学を実施。綿内分校開校。
- 1954年（昭和29年）4月1日 - 仁礼分校を東分校に改称。
- 1956年（昭和31年）1月11日 - 高井分校を高山分校に改称。
- 1956年（昭和31年）4月1日 - 小布施分校を長野県須坂西高等学校（現：長野県須坂高等学校）の分校に変更。
- 1958年（昭和33年）4月1日 - 長野県須坂園芸高等学校に改称。園芸課程を設置、被服課程を廃止。
- 1960年（昭和35年）4月1日 - 東分校を統合。
- 1961年（昭和36年）4月1日 - 綿内分校を統合。
- 1963年（昭和38年）4月1日 - 全日制の農業科、定時制の農村家庭科の募集を停止。全日制、定時制共に生活科を設置。
- 1964年（昭和39年）4月1日 - 高山分校を統合。
- 1966年（昭和41年）12月25日 - 高校駅伝全国大会へ出場。
- 1968年（昭和43年）4月1日 - 造園科を設置。
- 1969年（昭和44年）8月11日 - 野球部が甲子園へ出場。（1回戦：平安0-13）
- 1974年（昭和49年）4月1日 - 定時制生活科の募集を停止。
- 1975年（昭和50年）4月1日 - 定時制農業科の募集を停止。
- 1977年（昭和52年）3月31日 - 定時制課程閉課程。
- 1990年（平成02年）4月1日 - 農業経済科を設置。
- 1998年（平成10年）3月31日 - 生活科を廃止。
- 1998年（平成10年）4月1日 - 10コース制（園芸科5コース、農業経済科2コース、造園科3コース）を開始。
- 2007年（平成10年）4月1日 - 園芸科の一部を分離して新たに食品科学科を設置。
- 2015年（平成27年）4月1日 - 長野県須坂商業高等学校と再編統合され、長野県須坂創成高等学校が開校。須坂創成高校須園キャンパスとなる。須坂園芸高校は平成28年度末で閉校され、跡地は須坂創成高校敷地となり校舎は解体新設される予定。

## 教育目標
- 自然に親しみ、生命を守り育てる農業教育を通して豊かな人間性を育てる。
- 個々の生徒が持つ能力を発展させ、自主的精神と実践力に富んだ、創造性溢れる人格の形成を目指す。
- 平和で民主的な社会を目指して、社会人としてふさわしいルールやマナー資質を養う。
- 一般教養を身につけさせると共に、農業や勤労を通して、正しい職業観を身につけさせる。

## 校歌・応援歌
- 校歌

## 最寄駅
- 長野電鉄長野線：須坂駅徒歩10分